# Дзержинское сельское поселение (Воронежская область)
Дзержинское сельское поселение — муниципальное образование в Каширском районе Воронежской области.
Административный центр — посёлок имени Дзержинского.

## Административное деление
Состав поселения:
- посёлок имени Дзержинского,
- посёлок 40 лет Октября.